# You Want It You Got It
You want it you got it' är den kanadensiske rockartisten Bryan Adams andra soloalbum. Det släpptes 1981.

## Låtlista
1. "Lonely Nights" (Adams, Vallance) - 3:46
2. "One Good Reason" (Adams, Vallance) - 4:22
3. "Don't Look Now" (Adams, Vallance) - 3:06
4. "Coming Home" (Adams, Vallance) - 3:34
5. "Fits Ya Good" (Adams, Vallance) - 4:35
6. "Jealousy" (Adams, Mitchell) - 3:49
7. "Tonight" (Adams, Vallance) - 4:58
8. "You Want It, You Got It" (Adams) - 3:49
9. "Last Chance" (Adams) - 3:17
10. "No One Makes It Right" (Adams) - 3:17

## Medverkande musiker
- Bryan Adams - gitarrer, piano, sång
- Mickey Curry - trummor
- Jamie Glaser - gitarrer
- Tommy Mandel - keyboards, orgel, synthesizer
- Jimmy Maclen - Slagverk
- G.E. Smith - gitarrer

## Kuriosa
- På sidan på cd-skivan är Bryan Adams namn felstavat som "Brian Adams", fast rätt namn står på framsidan.